# Mirik
Mirik är en ort i Indien.   Den ligger i distriktet Darjiling och delstaten Västbengalen, i den nordöstra delen av landet, 1 100 km öster om huvudstaden New Delhi. Mirik ligger 1 642 meter över havet och antalet invånare är 10 109.
Terrängen runt Mirik är kuperad västerut, men österut är den bergig. Mirik ligger uppe på en höjd. Runt Mirik är det tätbefolkat, med 343 invånare per kvadratkilometer. Närmaste större samhälle är Kārsiyāng, 8,7 km öster om Mirik. I omgivningarna runt Mirik växer i huvudsak blandskog.